# 瀧井朝世
瀧井 朝世（たきい あさよ、1970年 - ）は、日本のライター、書評家。

## 経歴・人物
東京都出身。慶應義塾大学文学部を卒業。
出版社勤務を経て、フリーライターになる。
WEB本の雑誌〈作家の読書道〉、本の話WEB〈作家と90分〉、『波』（新潮社）『週刊新潮』（新潮社）『きらら』（小学館）『an・an』（マガジンハウス）『CREA』（文藝春秋）『ミステリーズ！』（東京創元社）『小説宝石』（光文社）『読楽』（徳間書店）『SPRiNG』（宝島社）などで作家インタビュー、書評、対談企画などを担当する。
2009年から2013年まで、『王様のブランチ』（TBSテレビ）ブックコーナーに出演。2013年10月からは、同コーナーのブレーンを務めている。
「本当は海外小説のフリーの書籍編集者になりたかったが、キャリアも伝手もなかったため、他の出版社の知人にライターの仕事を紹介してもらった」「最初は作家インタビューだけでなく芸能人の取材からファッション、コスメ、料理なども書いていたが、もともと好きだった本や映画の仕事が自然と多くなった」と語っている。

## 著書
- 『偏愛読書トライアングル』（新潮社、2017年10月）。書評レビュー集

### アンソロジー（編・解説）
- 『世界の8大文学賞』立東舎、2016年
- 『あの人とあの本の話』小学館、2018年
- 『ナゾメク～ふしぎな恋 (キミの知らない　恋の物語)』汐文社、2024年